# Shannonomyia adumbrata
Shannonomyia adumbrata är en tvåvingeart som beskrevs av Alexander 1946. Shannonomyia adumbrata ingår i släktet Shannonomyia och familjen småharkrankar. Inga underarter finns listade i Catalogue of Life.